# Muzuzangabo
 (octobre 2012).
Pour plus de détails, voir Fiche technique et Distribution.
Muzuzangabo est un film documentaire espagnol réalisé en 2006.

## Synopsis
Ce documentaire montre l’énergie, la vie et l’espoir, à travers le regard de Carlos Cordero, activiste qui a fait de son état séropositif son outil de travail. Dans une ville congolaise qui renaît après 10 ans de guerre civile, Carlos réveille les Africains qui initient leur lutte contre le sida et leur transmet toute son expérience en tant que personne vivant avec le virus depuis les années 90.

## Fiche technique
- Réalisation : Sergi Agustí
- Production : Tansparent Productions - Cristina López Palao
- Scénario : Sergi Agustí
- Image : Pep Bonet
- Son : Agost
- Montage : Sergi Agustí, Cristina López Palao, Aurora Reindl
- Interprètes : Carlos Cordero